# Museum Jerke

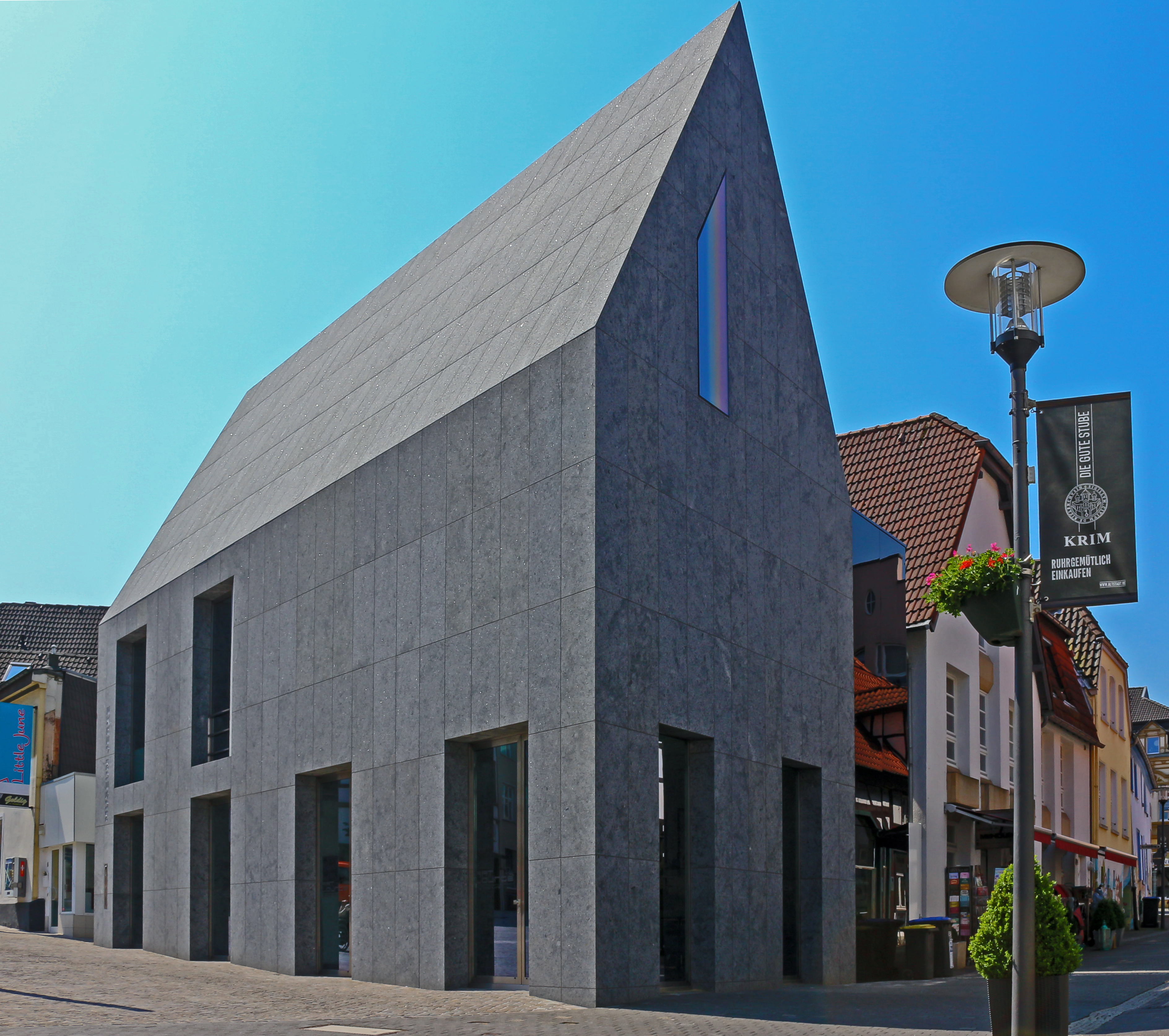
Das moderne Museumsgebäude inmitten historischer Umgebung (2016)

Das Museum Jerke ist ein privat finanziertes und betriebenes Kunstmuseum in Recklinghausen. Nach Angaben des Polnischen Instituts Düsseldorf ist es das erste Museum außerhalb Polens, in dem ausschließlich moderne polnische Kunst gezeigt wird. Es befindet sich im Herzen der Altstadt gegenüber der Propsteikirche St. Peter und in der Nachbarschaft zum Ikonen-Museum in der Johannes-Janssen-Straße 7.

## Entstehungsgeschichte
Namensgeber und Stifter des Museums ist der Kunstsammler Werner Jerke (* 1957), der 1981 aus Oberschlesien in die Bundesrepublik übersiedelte und in Herten als Augenarzt arbeitet. Jerkes persönliche Vorstellungen zur Nutzung und seine Gestaltungsideen für das Museumsgebäude wurden von dem Architekten Reinhard Waadt in konkrete Baupläne umgesetzt. Das in den Jahren 2014 bis 2016 am Standort eines abgerissenen älteren Eckhauses errichtete Museum wurde am 24. April 2016 eröffnet.
Zur Sicherstellung des Museumsbetriebs und des zugehörigen Restaurants gründete Werner Jerke im Jahr 2014 eine Stiftung, die Jerke Art Foundation gGmbH.

## Gebäude
Der moderne Baukörper des Museums mit spitzem Giebeldach steht im Kontrast zu der historisch gewachsenen Umgebungsbebauung im Recklinghäuser Altstadtbereich Krim und war deshalb anfangs in Recklinghausen nicht unumstritten. 
Sowohl die Fassaden des dreistöckigen Gebäudes als auch die Dachflächen sind komplett einheitlich mit rechteckigen Platten aus graublauem Kösseine-Granit mit rauer Oberflächenstruktur verkleidet. Der polnische Künstler Wojciech Fangor gestaltete 2015 das unregelmäßig geformte bunte Fenster im nordwestlichen Giebel. Die Ausstellungsflächen liegen in den beiden oberen Stockwerken des Gebäudes; im Erdgeschoss befindet sich ein Restaurant.

## Ausstellungen

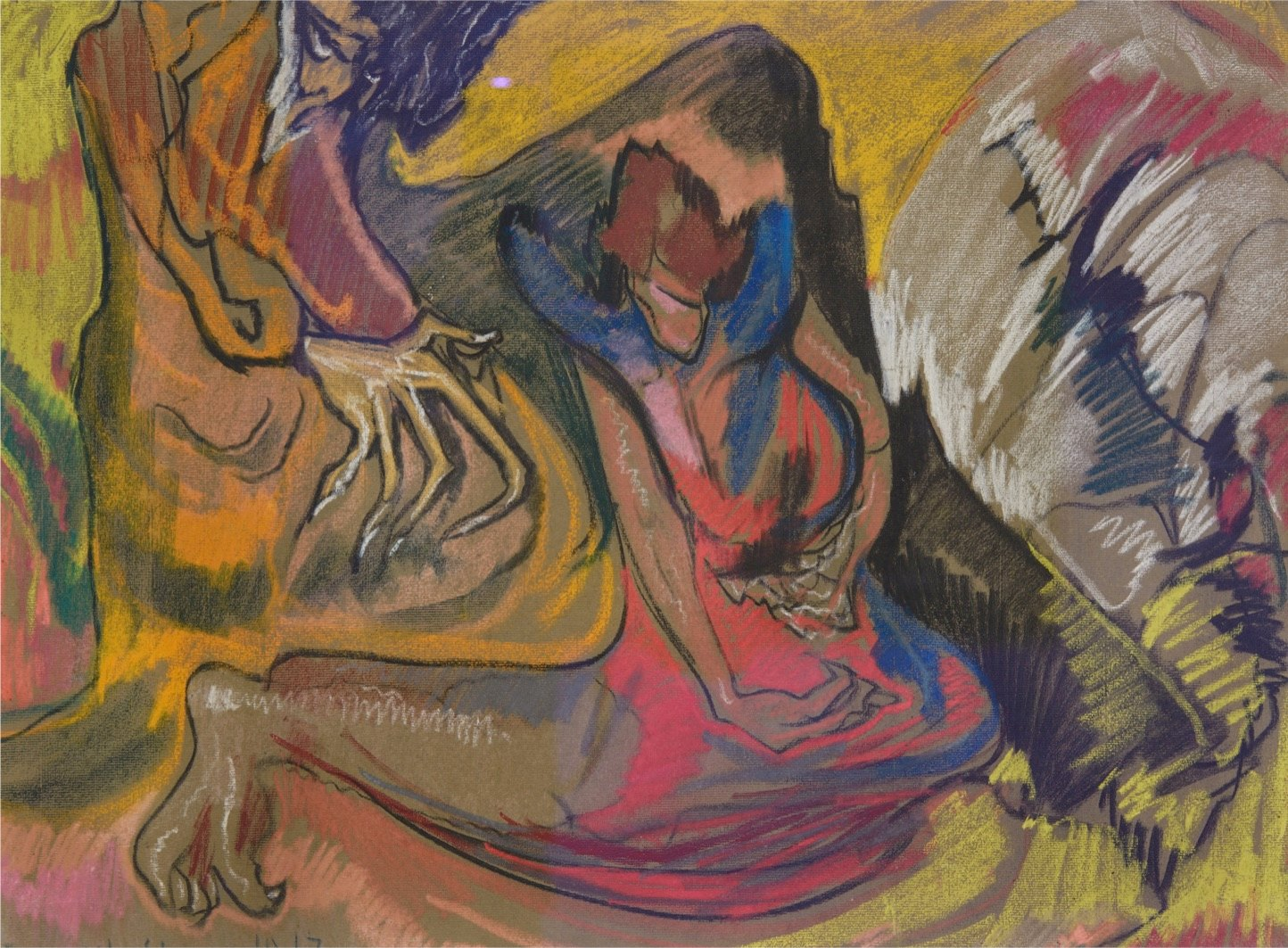
Gemälde Hexen von Stanisław Ignacy Witkiewicz (1917) in der Sammlung des Museums Jerke

Auf insgesamt 400 m² Fläche zeigt das Museum in wechselnden Ausstellungen Gemälde, Skulpturen und Installationen aus der über 600 Stücke umfassenden Privatsammlung Werner Jerkes, zu der insbesondere Werke der polnischen Moderne ab 1960, aber auch Raritäten der polnischen Avantgarde der 1920er Jahre gehören. Highlights der Ausstellung sind Arbeiten bekannter Künstler wie Katarzyna Kobro, Władysław Strzemiński, Alina Szapocznikow, Tadeusz Kantor, Wilhelm Sasnal, Edward Krasiński, Hendryk Stażewski und Andrzej Wróblewski, die schon weltweit in renommierten Museen gezeigt wurden. 
Durch eine enge Zusammenarbeit mit jungen polnischen Künstlern und Kuratoren soll das Museum nach dem Willen des Museumsstifters Jerke auch zu einer Präsentationsplattform der interessantesten Phänomene in der polnischen Gegenwartskunst werden. In Sonderausstellungen präsentierten der Maler, Dichter und Grafiker Ryszard Grzyb (2016), die Malerin Aleksandra Waliszewska (2017) und der Maler, Grafiker und Illustrator Radek Szlaga (2018) ihre Arbeiten. 
Das Museum nimmt jedes Jahr in Kooperation mit anderen Institutionen an der Lichteraktion „Recklinghausen leuchtet“ teil.

## Rezeption
Das neue Museum fand überregional mediale Beachtung, beispielsweise im Deutschlandfunk, im Magazin Focus und in der Zeitung Die Welt.
Auch Fachpublikationen der Baubranche, wie die Deutsche Bauzeitung und der von der Architektenkammer Nordrhein-Westfalen betriebene Internetführer Baukunst-nrw sowie polenbezogene Medien, berichteten über das Projekt. Das Museum Jerke wird inzwischen auch in Reiseführern unter den Sehenswürdigkeiten Recklinghausens aufgeführt.